# پردیس سینمایی چارسو
پردیس سینمایی چارسو یک پردیس سینمایی است که در تهران در تقاطع خیابان حافظ و جمهوری اسلامی، بازار چارسو  واقع شده است.
این سینما که در تاریخ ۷ بهمن ۱۳۹۳ تأسیس شده جزئی از یک مجتمع تجاری فرهنگی است و دارای پنج سالن سینما، رستوران و پارکینگ با ظرفیت هزار خودرو در خیابان جمهوری تهران می‌باشد.این پردیس دارای ۶ سالن حرفه‌ای سینما با آخرین تکنولوژی صوت و تصویر مجهز به تکنولوژی سینمای دیجیتال است و جمعاً بیش از  یکهزار و صد صندلی به ظرفیت سینماهای کشور افزوده است.
در اردیبهشت ۱۴۰۴ این سینما توسط سازمان هنری رسانه‌ای اوج اجاره شد تا مدیریت پردیس چارسو به سازمان اوج واگذار شود.

## نگارخانه

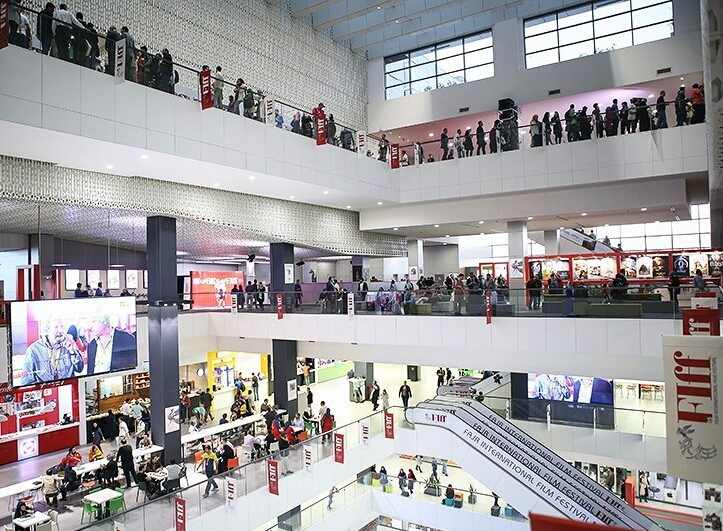
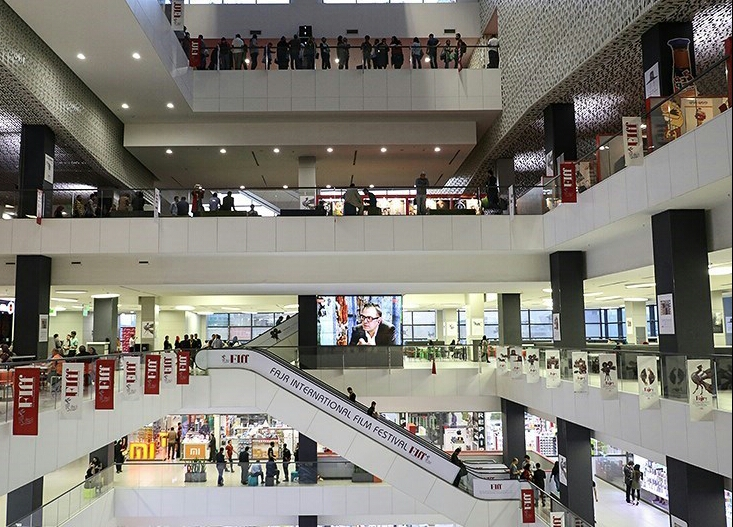
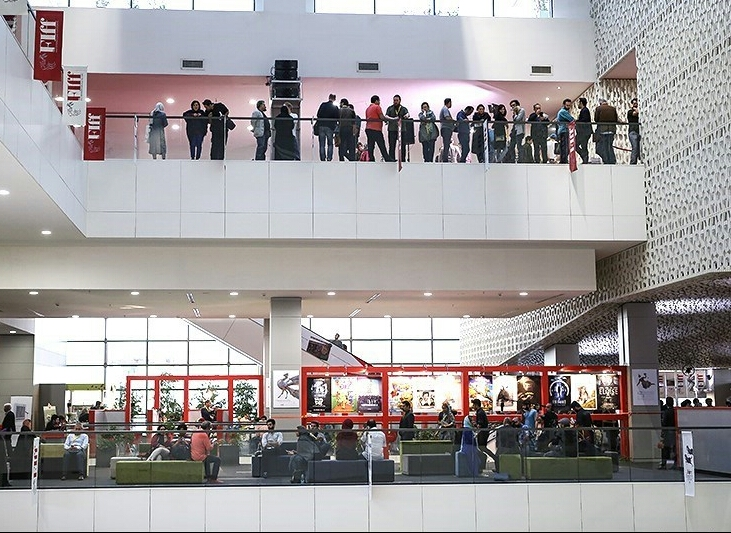
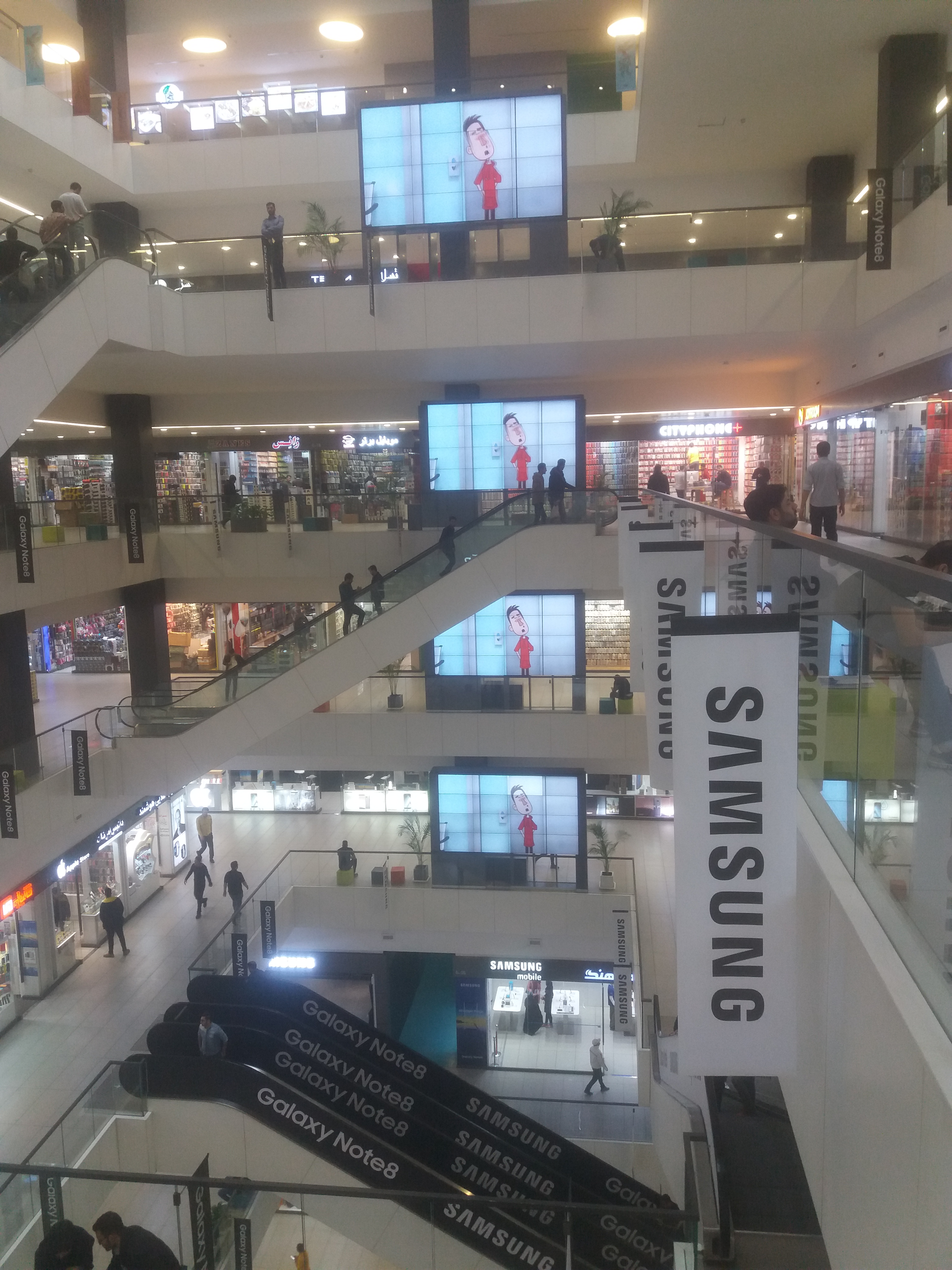
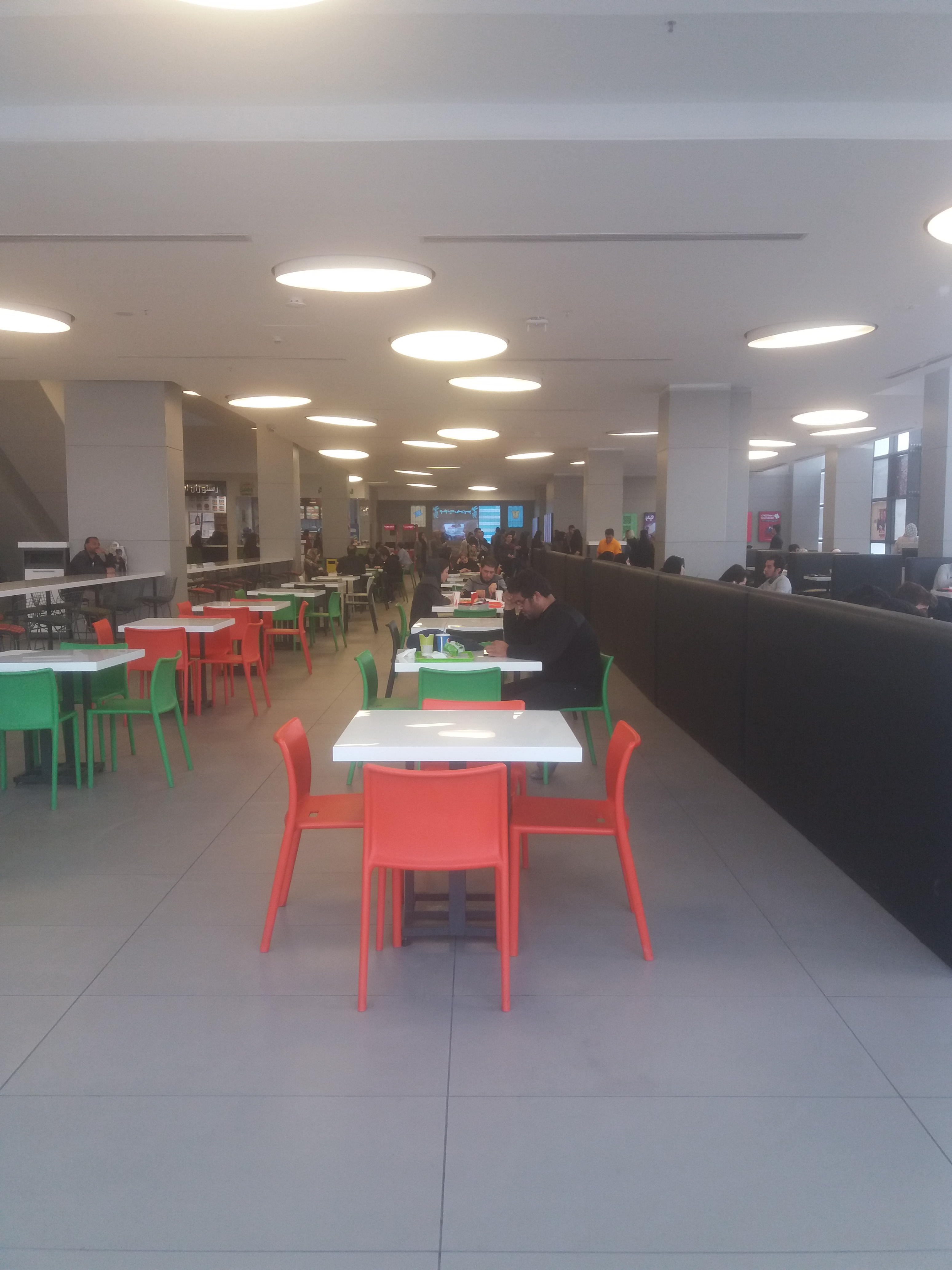
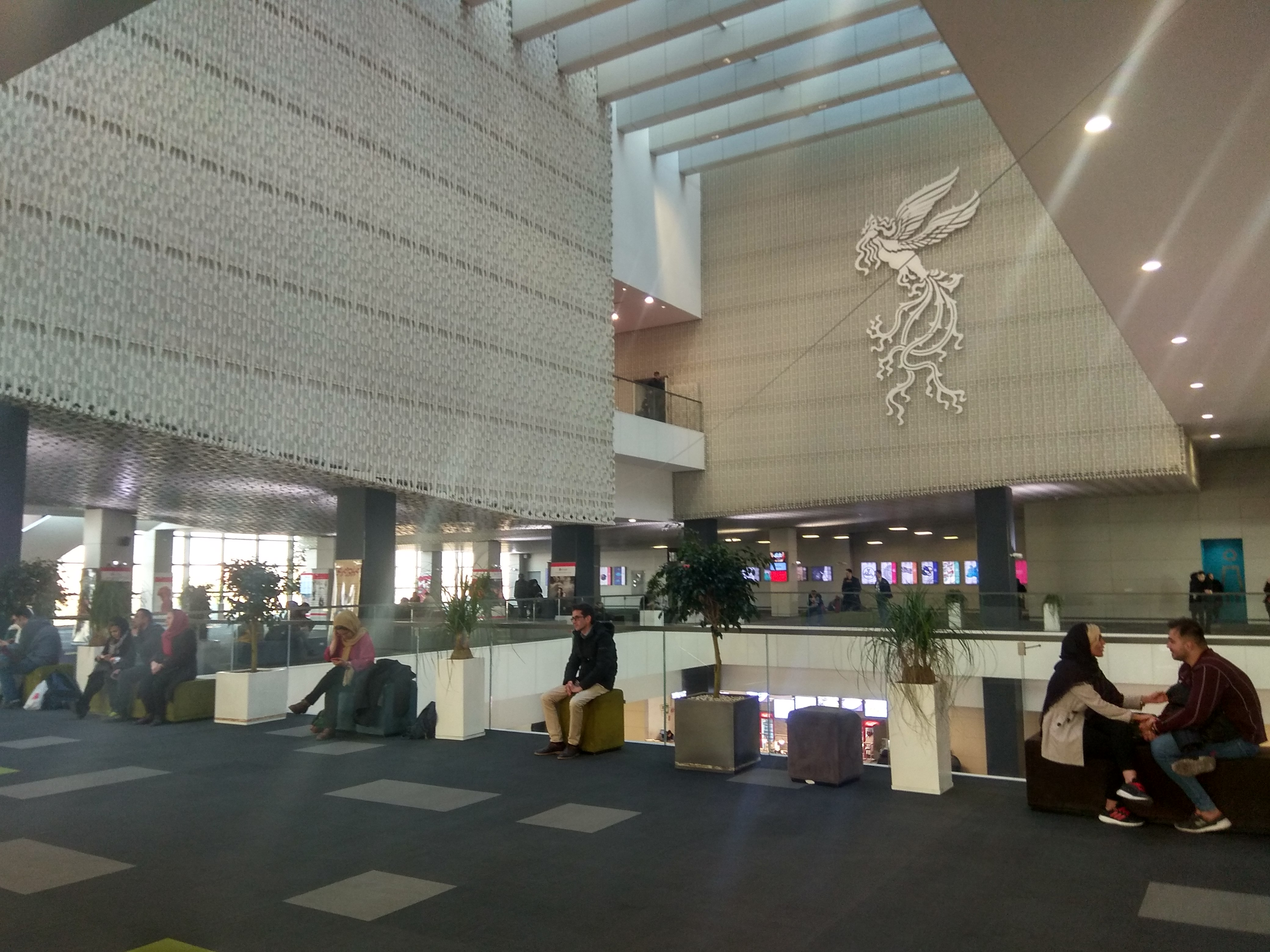
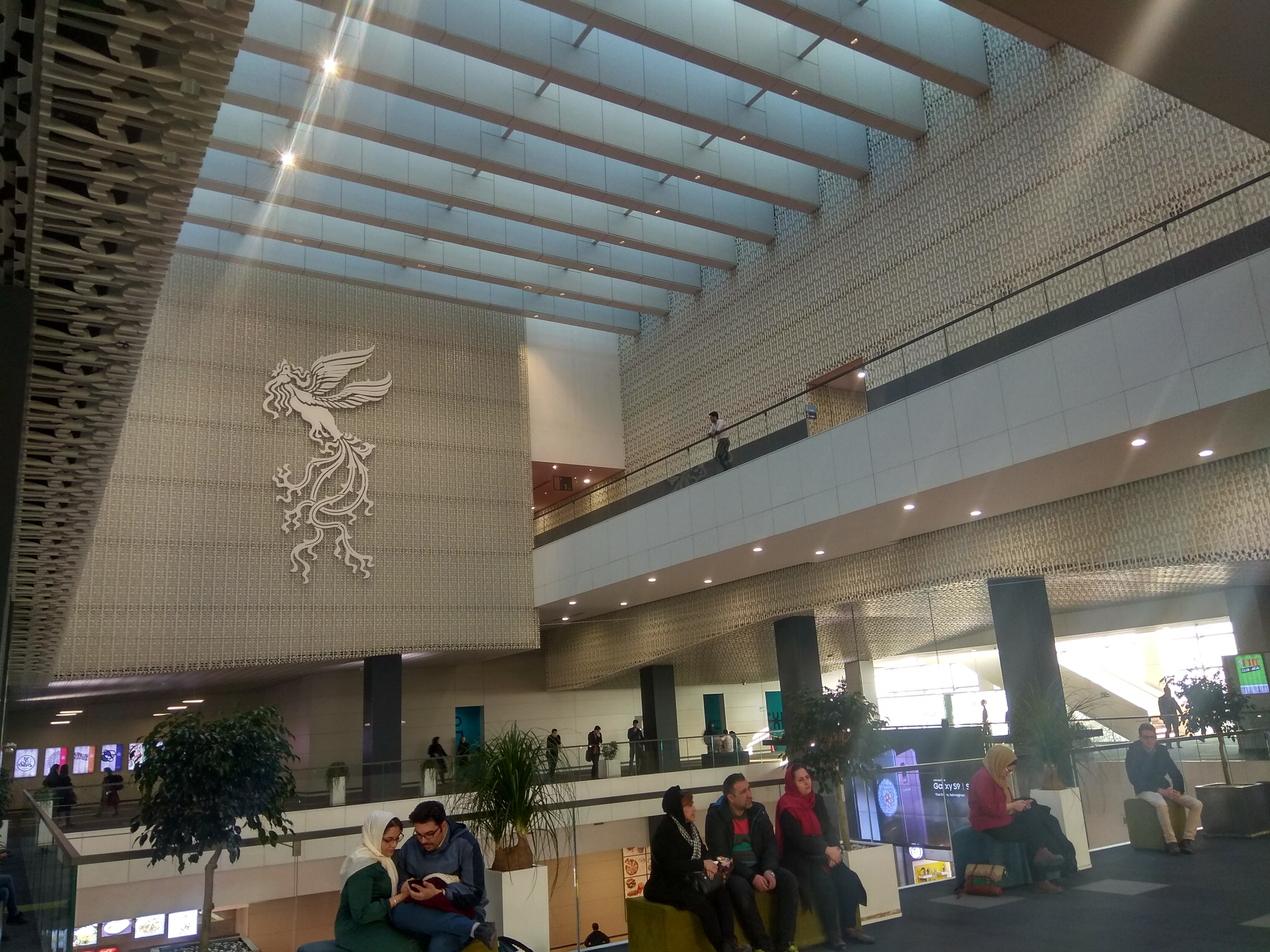
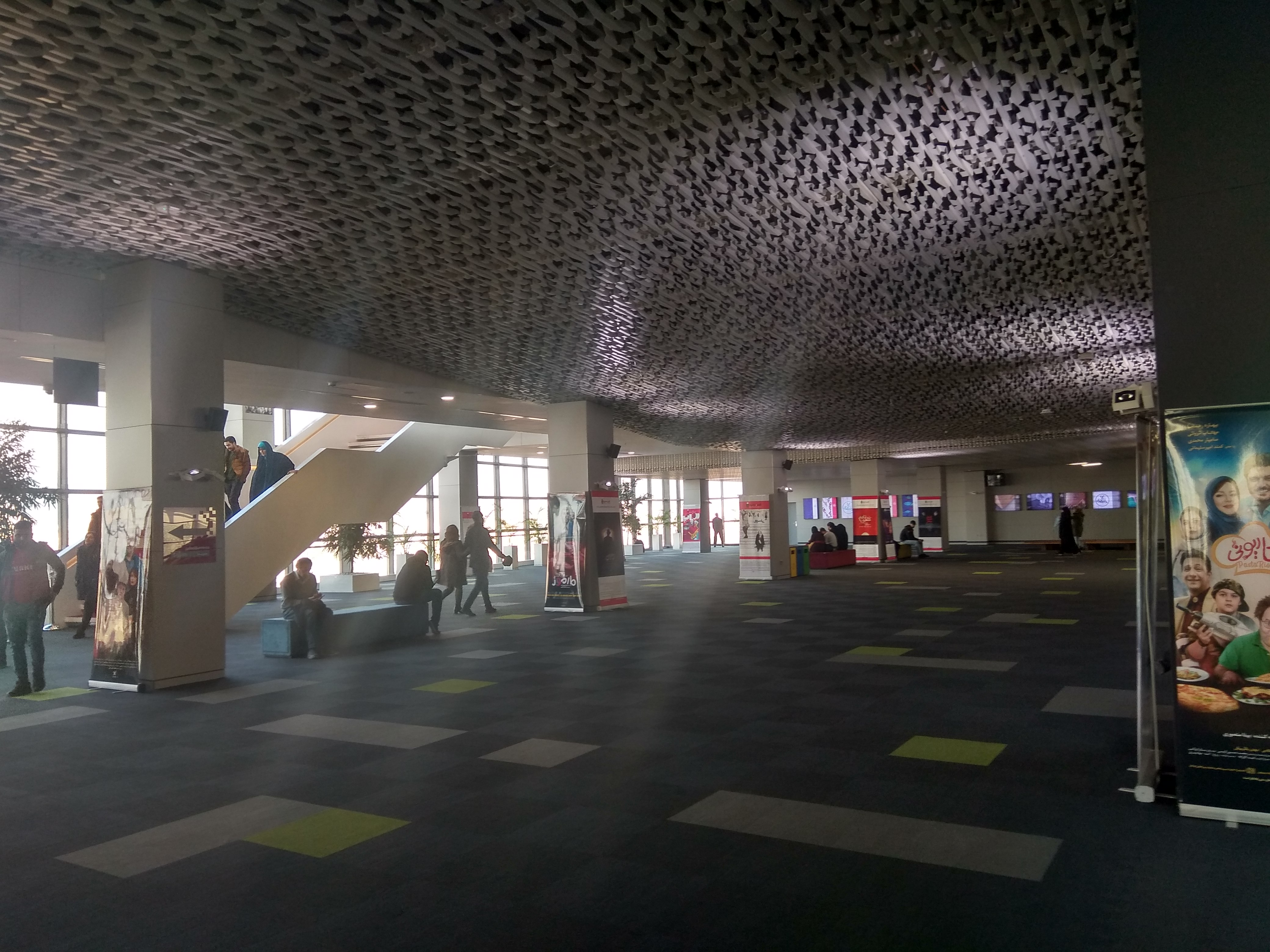

## جشنواره‌های برگزار شده
- جشنواره جهانی فیلم فجر
- جشنواره سینما حقیقت
- جشنواره جهانی فیلم کوتاه تهران
- جشنواره فیلم سلامت